# Utricularia corneliana
Utricularia corneliana — вид рослин із родини пухирникових (Lentibulariaceae).

## Етимологія
Видовий епітет — на честь Корнелії М. Джобсон (англ. Cornelia M. Jobson), дружини автора та польового помічника.

## Біоморфологічна характеристика
Невелика водна трав'яниста багаторічна рослина. Ризоїди відсутні. Столони ниткоподібні у довжину 5–15 см, у товщину 0.3–0.5 мм, нерозгалужені, рідковолохаті. Листки численні, круглі в обрисах, завдовжки 3–5 мм, розділені при основі на 2 первинні сегменти, з 3 додатковими дихотомічно розділеними сегментами, кінцеві сегменти на верхівці та збоку з'єднані. Пастки по 1 (2) на лист, яйцеподібні, у довжину 2–2.6 мм. Суцвіття слабо прямовисне, 2–3 см завдовжки. Квітки по 1–3 на витягнутій осі суцвіття. Частки чашечки нерівні, верхня частка трохи довша, яйцеподібна довжиною 3–3.5 мм, діаметром 2–2.2 мм. Віночок завдовжки 4.5–9.3 мм, жовтий, з кількома коричневими жилками на базальній частині верхньої губи, густо вкритий дрібними багатоклітинними волосками на спинних поверхнях. Коробочка завдовжки 3.2–3.7 мм, у діаметрі 2–3 мм. Насіння тонко чечевицеподібне 0.8–1 мм у діаметрі. Пилок 30 × 30 мкм. Квіти і плоди зафіксовані в червні. Для визначення тривалості періоду цвітіння потрібні подальші дослідження.

## Середовище проживання
Ендемік Квінсленду, Австралія.
Вид поки що відомий лише з одного болота, на південь від гори Гарнет в районі Міннамулка. Це ефемерне болото з окружністю ≈ 4 км.